# Internationale Vier-Bahnen-Tournee
Die internationale Vier-Bahnen-Tournee ist eine Bahnradsport-Rennserie, die jährlich über Pfingsten in den Bundesländern Rheinland-Pfalz und Baden-Württemberg ausgetragen wird.
Die einzelnen auf verschiedenen Radrennbahnen ausgetragenen Ereignisse sind Teil des internationalen Kalender der Union Cycliste Internationale.
In den letzten Jahrzehnten fand der mehrtägige Wettbewerb wechselnd an verschiedenen Orten in Süddeutschland statt. Folgende Radrennbahnen waren seit dem Jahr 2000 Austragungsorte: Oberhausen (Rheinhausen), Dudenhofen, Schopp, Hassloch, Mannheim, Öschelbronn (Gäufelden), Singen (Hohentwiel).
Seit 2007 wurde die Tournee teilweise nur auf drei Bahnen abgehalten, in denen Jahr 2019 und 2020 sogar als Zwei-Bahnen-Tournee nur in Öschelbronn (Gäufelden) und Dudenhofen.
Das Rennen wird als Zweier-Mannschaftsfahren (auch Madison oder Américaine genannt) ausgetragen. Die Gesamtwertung gewinnt das Team mit den wenigsten Rangpunkten aus den einzelnen Etappen. Neben dem Hauptrennen der Männer Elite gibt es auch Rennen für Frauen Elite und alle Nachwuchsklassen sowie für die Sprinter.
Rekordsieger in diesem Jahrtausend ist Christian Grasmann mit sechs Erfolgen.

## Gesamtsieger seit 2000

### Männer Elite
- 2019  Yoeri Havik /  Jan-Willem van Schip
- 2018  Roman Hladysch /  Vitaliy Hryniv
- 2017  Loïc Perizzolo /  Frank Pasche
- 2016  Loïc Perizzolo /  Claudio Imhof
- 2015  Christian Grasmann /  Leif Lampater
- 2014  Andreas Müller /  Andreas Graf
- 2013  Marcel Kalz /  Leif Lampater
- 2012  Marcel Kalz /  Robert Bengsch
- 2011  Sven Krauss /  Andreas Müller
- 2010  Christian Grasmann /  Leif Lampater
- 2009  Christian Grasmann /  Sven Krauss
- 2008  Christian Grasmann /  Andreas Müller
- 2007  Christian Grasmann /  Andreas Müller
- 2006  Christian Grasmann /  Leif Lampater
- 2005  Franco Marvulli /  Alexander Aeschbach
- 2004  Stefan Steinweg /  Erik Weispfennig
- 2003
- 2002
- 2001  Markus Kammermann /  David Hubschwerlin
- 2000  Frank Kowatschitsch /  Patrick Billian